# Ritm (muzică)
Ritmul este rezultatul accentuării regulate și selective a unor sunete dintr-o serie. Ritmul reprezintă o diviziune calitativă a timpului, unul dintre elementele fundamentale ale muzicii, constituit din succesiunea organizată a duratei sunetelor. Factorii săi de bază sunt periodicitatea accentelor (metrul) și corelația dintre diferite valori (durate) ale sunetelor. Ritmul este un purtător al expresiei muzicale, formulele ritmice putând avea o infinită varietate.  Ritmurile de bază 2/4 și 3/4 pot fi modificate, combinate și multiplicate pentru a se crea ritmuri mai complexe.

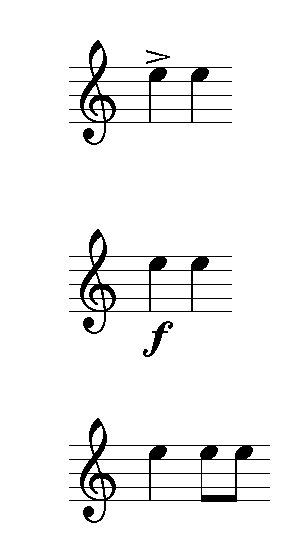
Notă accentuată explicit, prin semne de dinamică sau prin durată.

Metrul indică durata dintre timpi accentuați (măsura care este împărțită în timpi). 
Tempoul indică durata efectivă în fracțiuni de secundă a unui timp. 
Sincoparea este modificarea temporară a unui ritm.

## Istoric
Cântul bizantin și gregorian nu era ritmat. Primele compoziții notate care au un ritm sunt cele cu moduri ritmice compuse la Școala de la Notre Dame în secolul al XIII-lea. Muzica eccleziastică medievală și renascentistă nu a avut în general un metru strict, preferând un ritm „liber”. Din acest motiv sunt necesare multe legături peste bare în transcrierea compozițiilor lui Palestrina în notație modernă, iar Fux a acordat contrapunctului sincopat o atenție specială. 
Ritmurile s-au dezvoltat în principal într-un context secular. Ritmuri foarte complexe, la care s-a renunțat mai târziu, au înflorit în Ars subtilior, un curent stilistic al Evului Mediu. Evolutia ulterioară a ritmului a fost strâns legată de cea a duratei notelor în notația masurată. 
Din motive practice, ritmul este cel mai clar în muzica de dans. Exemplele sunt pentru dansuri din suita barocului.
| Dans      | Tempo   | Metru | Ritm            |
| --------- | ------- | ----- | --------------- |
| Allemandă | moderat | 4/4   | . \| ...        |
| Courantă  | moderat | 3/2   | \| ...          |
| Sarabandă | lent    | 3/4   | . \| ...        |
| Menuet    | moderat | 3/4   | \| ...          |
| Gavottă   | moderat | 2/2   | \| ...          |
| Bouree    | rapid   | 2/2   | \|...           |
| Siciliană | moderat | 12/8  | (. ) x 4 \| ... |
| Giga      | rapid   | 6/8   | (. ) x 2 \|...  |

## Ritm diviziv și ritm aditiv
Există două feluri de ritm: ``diviziv” și ``aditiv”. 
În ritmul diviziv, cel adoptat în final în vest, elementul fundamental este măsura. Aceasta se datorează faptului că, în polifonie, este neceasară sincronizarea în timp a diferitelor voci sau instrumente, sincronizare care are loc la fiecare măsură (în monodie măsura nu este la fel de importantă, vedeți mai jos). Măsura este împărțită în timpi în 2, 3, 4, (nu în 5), 6, (nu în 7), 8, 9, (nu în 10 sau 11), 12. Motivul pentru care unele fracții nu sunt utilizate de obicei poate fi înțeles prin analogie. De exemplu, un obiect este ușor de tăiat relativ exact în 8: în 2, fiecare jumătate în 2 și fiecare sfert din nou în 2. În contrast, este dificil de tăiat exact în 5 sau în 7 părți egale. În același fel o durată este relativ simplu de împărțit egal în 2 și 3 sau în multipli de 2 și 3. Ritmul diviziv este notat cu metru.
Ritmul aditiv se obține prin adăugarea de combinații diferite de timpi accentuați și neaccentuați. Un exemplu de ritm aditiv este 323, unde 2= și 3= . Ritmul aditiv arată ca un mosaic, frecvent întâlnit în spațiul ortodox și islamic, și excelent pentru variațiile melismei cântului bizantin în secolului al XIII-lea sau arabescurile muzicii otomane. În contrast cu ritmul diviziv, grupuri de 5 (3+2) sau 7 (3+2+2) timpi sunt des întâlnite. Ritmurile aditive sunt utilizate uneori în muzica populară: de exemplu, ritmul ``aksak"  .  Notația ritmului aditiv cu metru este relativ complexă; exemplul de mai sus este notat (3+2+3)/8, uneori indicat ``cu metru variabil” (între 3/8 și 2/8).

## Exemple de ritm

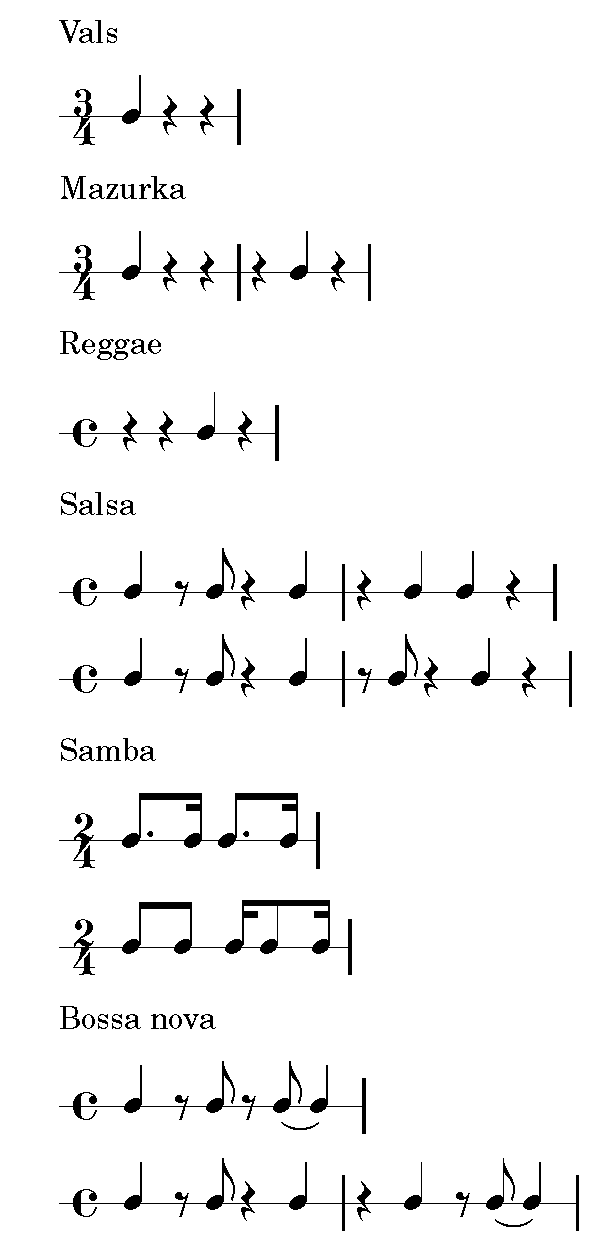
Alte exemple de ritmuri. Pauzele indică duratele neaccentuate. Valsul își are originea în Austria, mazurka în Polonia, muzica reggae în Jamaica, salsa în Cuba și Puerto Rico, samba și bossa nova în Brazilia.

Sincopare cu adăugarea unei mici notă de scurtă durată. Acciaccatura este mica notă tăiată de o linie, fără o durată definită. Appoggiatura este o mică notă, care nu este tăiată, cu o durată egală cu o fracțiune din durata notei imediat următoare.

Sincoparea este pronunțată în muzica de Jazz. În exemplul de aici, schimbarea este de o optime care în metrul 4/4 este egală cu 1/2 timpi.

Un ``ritm sincopat" se poate obține prin folosirea consistentă a tripletului. Schimbarea este de 1/6 din durata unei note întregi sau 2/3 timpi. Accentul este pe a doua notă. În acest caz, contrabasul urmează un ritm standard, iar un alt instrument sincopează constant. Aceasta contribuie la un "swing" în muzica Jazz.

1. ↑  Dicționar Enciclopedic Român, Editura Politică, București 1966, vol. IV
2. ↑  Practica ritmurilor complexe în „contratimpi”, similară cu cea a contrapunctului, nu a avut același succes. Motivul se datorează faptului că audiența reduce ritmuri complexe la un singur ritm dominant simplu. Nu același lucru se întâmplă în contrapunct: percepția unei singure linii melodice sau a mai multora combinate este esențial diferită.
3. ↑  Realizarea ritmului variază în multe detalii de la o măsură la alta, de exemplu: ... |  . | . |....
4. ↑  Un punct după notă indică creșterea duratei acesteia la 1,5 din cea inițială: durata (.)=durata()+durata().
5. ↑  Are multe hemiole.
6. ↑  Are multe sincopări.
7. ↑  Unele genuri au un ritm diviziv, de exemplu, hora in metru 2/4.

.